# Christian Becker
Pour les articles homonymes, voir Becker.
Christian Becker (né le 6 mai 1972 à Krefeld) est un producteur de cinéma allemand.

## Biographie
Après l'abitur, Becker travaille dans la production de films. En janvier 1995, alors qu'il est étudiant à l'université de télévision et de cinéma de Munich, il fonde Vide Filmproduktion GbR, qui produit une quinzaine de courts métrages, des publicités et de nombreux documentaires.
De 1997 à 2001, il travaille avec Thomas Häberle pour Indigo Filmproduktion et Becker & Häberle Filmproduktion. Becker obtient ses premiers prix en produisant ses anciens camarades Peter Thorwarth (Bang Boom Bang), Dennis Gansel (Das Phantom) et Sebastian Niemann (Das Biikenbrennen).
En 2002, il fonde Rat Pack Filmproduktion (de) et Westside Filmproduktion, qui font certains des plus grands succès du cinéma allemand contemporain comme Vic le Viking, La Vague, Der Wixxer, Hui Buh : Le Fantôme du château ou Un prof pas comme les autres.
L'année suivante, lui et Phil Friederichs créent le label de DVD Turbine Medien qui publient les films de Dieter Hallervorden et d'Oliver Kalkofe.
En 2010, il produit Vic le Viking 2 : Le marteau de Thor, le premier film germanophone en 3D.
En 2015, Rat Pack Filmproduktion, RTL et Rialto Film produisent une nouvelle série de trois films de Winnetou qui sera diffusé à Noël 2016.

## Filmographie sélective
Cinéma
- 1994 : Les Invincibles
- 1995 : Rudy
- 1995 : The Wrong Trip (court métrage)
- 1997 : Was nicht passt, wird passend gemacht (court métrage)
- 1997 : Mafia, Pizza, Razzia (court métrage)
- 1999 : Bang Boom Bang
- 2000 : Sept jours à vivre (Seven Days to Live) de Sebastian Niemann
- 2000 : Kanak Attack
- 2002 : Was nicht passt, wird passend gemacht
- 2004 : Der Wixxer
- 2004 : Jazzclub – Der frühe Vogel fängt den Wurm
- 2006 : Goldene Zeiten
- 2006 : Français pour débutants
- 2006 : Hui Buh : Le Fantôme du château
- 2007 : Neues vom Wixxer
- 2008 : La Vague
- 2009 : Mord ist mein Geschäft, Liebling
- 2009 : Le Club des crocodiles
- 2009 : Vic le Viking
- 2010 : Nous sommes la nuit
- 2010 : Les Crocodiles 2
- 2010 : Zeiten ändern dich
- 2010 : Jerry Cotton
- 2011 : Crocodiles, amis pour la vie
- 2011 : Vic le Viking 2 : Le marteau de Thor
- 2012 : Türkisch für Anfänger
- 2012 : Victor et le manoir aux secrets
- 2012 : Agent Ranjid rettet die Welt
- 2012 : The Child
- 2013 : À vitesse grand V
- 2013 : Und Äktschn!
- 2013 : Un prof pas comme les autres
- 2014 : Nicht mein Tag
- 2014 : Tape 13
- 2015 : Mara und der Feuerbringer
- 2015 : Abschussfahrt
- 2015 : Bruder vor Luder
- 2016 : Gut zu vögeln
- 2016 : Offline
- 2016 : Colonia
- 2016 : Radio Heimat
- 2016 : D'égal à égal
- 2017 : Nur Gott kann mich richten
- 2018 : Jim Bouton : La Cité des dragons
- 2018 : Safari – Match Me If You Can
- 2019 : Benjamin Blümchen
- 2019 : Eine ganz heiße Nummer 2.0
- 2019 : Der letzte Bulle – Kinofilm

Télévision
- 2000 : Das Phantom
- 2002 : Das Jesus Video
- 2004 : Le Sang des Templiers
- 2006 : Mariage à la turque
- 2016 : Winnetou
- 2018 : Daheim in den Bergen – Schuld und Vergebung
- 2018 : Daheim in den Bergen – Liebesreigen
- 2019 : Daheim in den Bergen – Schwesternliebe
- 2019 : Daheim in den Bergen – Liebesleid

## Source de la traduction
- (de) Cet article est partiellement ou en totalité issu de l’article de Wikipédia en allemand intitulé « Christian Becker » (voir la liste des auteurs).